# سوزان وونغ
سوزان وونغ (بالصينية: 黃翠珊) هي مغنية وممثلة صينية، ولدت في 1979 في هونغ كونغ في الصين.

## وصلات خارجية
- الموقع الرسمي
- سوزان وونغ على موقع ميوزك برينز (الإنجليزية)
- سوزان وونغ على موقع أول ميوزيك (الإنجليزية)
- سوزان وونغ على موقع ديسكوغز (الإنجليزية)